# 輝ける青春
『輝ける青春』（かがやけるせいしゅん、La meglio gioventù ）は、2003年のイタリアのドラマ映画。監督はマルコ・トゥリオ・ジョルダーナ、出演はルイジ・ロ・カーショとアレッシオ・ボーニなど。
1960年代から21世紀初頭のイタリアを舞台に、ある一家の37年間の年代記を6時間6分の長尺で描いた大河ドラマ。

## キャスト
カラーティ家
- ニコラ（長男） - ルイジ・ロ・カーショ

主人公。
- マッテオ（次男） - アレッシオ・ボーニ

もう1人の主人公。
- ジョヴァンナ（長女） - リディア・ヴィターレ（イタリア語版）
- フランチェスカ（次女） - ヴァレンティーナ・カルネルッティ（イタリア語版）
- アドリアーナ（母親） - アドリアーナ・アスティ（イタリア語版）
- アンジェロ（父親） - アンドレア・ティドナ（イタリア語版）

その他
- ジョルジア - ジャスミン・トリンカ

ヒロイン。ニコラとマッテオに想いを寄せられる。
- ジュリア・モンファルコ - ソニア・ベルガマスコ
- サラ（ジュリアの娘） - カミッラ・フィリッピ（イタリア語版）
- ミレッラ・ウターノ - マヤ・サンサ
- アンドレア・ウターノ（ミレッラの息子） - リッカルド・スカマルチョ
- カルロ・トンマージ - ファブリツィオ・ジフーニ
- ヴィターレ・ミカーヴィ - クラウディオ・ジョエ（イタリア語版）
- ベルト - ジョヴァンニ・シフォーニ（イタリア語版）

## 発表
2003年5月19日、第56回カンヌ国際映画祭「ある視点」部門にて上映された。

## 評価
Metacriticでは、28件のレヴューで平均値は89点だった。Rotten Tomatoesでは、62件のレヴューで支持率は95%、平均値は8.4点だった。
第56回カンヌ国際映画祭「ある視点」部門の最優秀賞を受賞した。